# T2000
T2000 były pociąg elektryczny używany wcześniej w metrze w Oslo w Norwegii. Sześć dwuczłonowych zespołów trakcyjnych zostało zbudowanych przez Strømmens Verksted i AEG w 1994 roku. Każda jednostka miała 18 m (59,06 ft) długości i mogła pomieścić 185 pasażerów, w tym 60 pasażerów na miejscach siedzących w każdym z wagonów. Maksymalna prędkość wynosiła 100 km/h (62 mi/h). Pojazd ten został zamówiony przez Oslo Sporveier, były własnością Kollektivtransportproduksjon i obsługiwany przez Oslo T-banedrift.
T2000 działał na linii 1 T-bane i zastąpił starzejące się wagony tekowe HkB 600 używane na linii Holmenkoll. Jednostki były wyposażone w zasilanie zarówno przez trzecią szynę, jak i sieć trakcyjną za pomocą pantografów, dzięki czemu mogły być używane zarówno w tradycyjnym tunelu, jak i na linii Holmenkollen. Pociągi były prototypem nowego wyglądu mającego na celu zastąpienie starzejącego się składu T1000, ale zamiast tego wybrano MX3000, ponieważ T2000 nie działał zadowalająco. Składy T2000 zostały wycofane z eksploatacji w 2009 roku.

## Tło historyczne
Kiedy Holmenkolbanen (operator linii Holmenkoll) został połączony w 1975 roku z Oslo Sporveier, wprowadzono plany zastąpienia starych wagonów z drewna tekowego szybszymi jednostkami, które mogłyby kursować z Nationaltheatret do Frognerseteren w 25 minut — pozwalając na kursy w dwie strony co godzinę. W tym czasie istniały dwa osobne zestawy pociągów dla wschodniej i zachodniej części sieci. We wschodniej części sieci używane były jednostki T1000, a zachodnia sieć korzystała ze starszego typu pociągów. W latach 80. część taboru T1000 została poddana modernizacji, został dodany pantograf, dzięki czemu została przystosowana do obsługi zachodniej części sieci.
Oslo Sporveier było bardzo zadowolone z przegubowych tramwajów SL79, które zostały dostarczone w latach 80. W 1985 zaczęto modernizować te pojazdy w celu zastosowania ich na części zachodniej. Tabor obsługujący Holmenkollen i Kolsås wymagał wymiany w pierwszej kolejności. Nowe składy miały być limitowaną wersją próbną. Jeśli spełniłyby wymagania wydajnościowe, przyszłe zamówienia mogłyby wycofać składy T1000, które osiągnęły swój koniec wydajności ekonomicznej około roku 2000. Wymagana specyfikacja nowego pociągu została opublikowana w październiku 1988.
22 października 1987 roku doszło do śmiertelnego wypadku, gdy jeden ze starych składów HkB 600 doznał awarii układu hamulcowego i stoczył się po linii Holmenkollen, ostatecznie wykolejając się w Midtstuen. Jedna osoba zginęła, a cztery zostały poważnie ranne, co doprowadziło do kontroli bezpieczeństwa starych wagonów z drewna tekowego używanych na linii; Wszystkie pojazdy HkB 600 zostały wycofane z użycia, jednak po kilku naprawach zostały przywrócone.
Początkowo zakładano 22 jednostki, które zastąpić miały wszystkie pojazdy na linii Kolsas i Holmenkollen. W wyniku przeprowadzonej w latach 1992–1995 modernizacji linii Sognsvann i Røa do standardu metra można było zacząć używać pojazdów T1000 zasilanych tylko z wykorzystaniem trzeciej szyny. W tamtym czasie wschodnia część sieci metra wykorzystywała trzecią szynę, podczas gdy zachodnia część korzystała z zasilania siecią trakcyjną. Modernizacja sieci pozwoliła na wykorzystanie niezutylizowanych jednostek, dlatego zamówienie pojazdów T2000 zostało zmniejszone do 12 sztuk. 

## Budowa

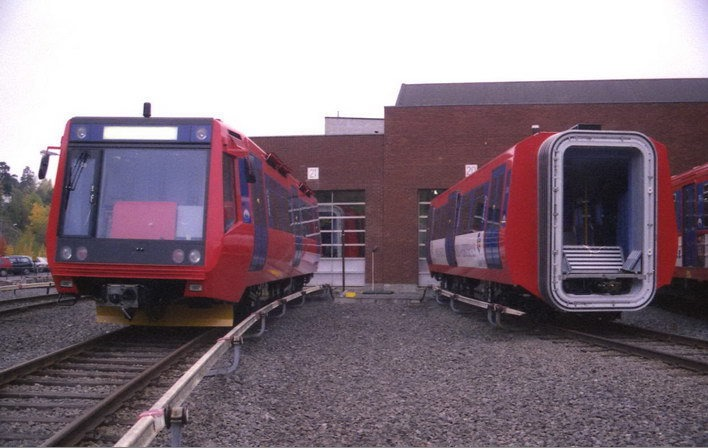
Rozdzielona jednostka w Ryen w 1994 roku

Zamówienie zostało złożone w ABB Strømmen i AEG w sierpniu 1991 roku. Wysokie koszty rozwoju były dotowane przez rząd norweski, który postrzegał projekt jako potencjalne stworzenie nowego przemysłowego produktu eksportowego. Komponenty elektryczne zostały zbudowane przez AEG w Berlinie, natomiast wózki zostały zbudowane przez MAN w Norymberdze. Nadwozie zostało zbudowane w Strømmen z profili od Alusuisse, a pociągi zostały zmontowane w Strømmen.
Sześć zestawów dwuczłonowych zostało dostarczonych między 2 listopada a 22 grudnia 1994. Pierwsza oficjalna prezentacja publiczna odbyła się 8 grudnia, lecz jednostki weszły do regularnego kursowania dopiero w kwietniu 1995 roku. Składy miały numery 2001–2012. W 1995 roku jednostka odbyła testy w Paryżu podczas konwencji Międzynarodowego Stowarzyszenia Transportu Publicznego.

## Specyfikacja
Aluminiowe nadwozie każdego członu miało 18 m (59,06 ft) długości, 3,65 m (11,98 ft) wysokości i 3,3 m (10,83 ft) szerokości. Skład był o 100 mm (3,94 cal) szerszy niż HkB 600, ponieważ nowy pociąg nie miał już boksów na narty na zewnątrz. Masa własna wagonu wynosiła 31 ton. Pojemność składu to 60 miejsc siedzących i 125 miejsc stojących. Na jednym końcu każdego wagonu znajdowała się kabina maszynisty. Pasażerowie siedzieli w dwóch przedziałach; przedni przedział miał konwencjonalne siedzenia w układzie 2 + 2, a tylni przedział miał siedzenia w układzie 1 + 2 + 1 z dwoma przejściami między nimi. Wyjątkiem był wagon o numerze 2012, gdyż został dostarczony z siedzeniami 2+3 w przednim przedziale. Każdy wagon miał troje drzwi z każdej strony.

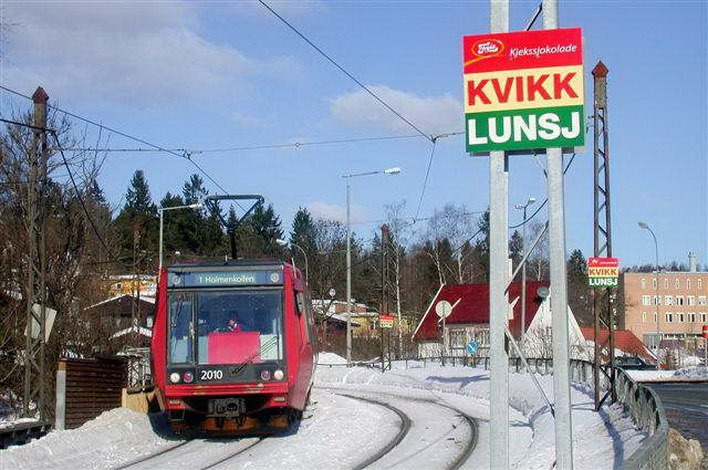
Jednostka na linii Holmenkollen

Oba człony miały po dwa wózki z napędem na wszystkie osie, co dawało układ kół Bo-Bo. Cztery silniki trakcyjne, każdy po 143 kW (192 HP), napędzał wagon, dając prędkość maksymalną 100 km/h (62,14 mi/h) i przyspieszenie 1,3 m/s2 (4,3 stopy/s2). Pociągi były wyposażone zarówno w pantografy (odbierające prąd z sieci trakcyjnej), jak i ślizgi (odbierające prąd z trzeciej szyny) odbierające prąd stały do 750 woltów. Pociągów T2000 nie można było łączyć z pociągami T1000 celem sterowania ukrotnionego.

## Dziedzictwo
Seria T2000 była podatna na problemy techniczne i nie była tak niezawodna jak starsza wersja T1000. Uświadomiono sobie, że nie będzie więcej składanych zamówień na ten model. Norweskie Koleje Państwowe rozważały zmodyfikowaną wersję do użytku na liniach Flåm i Voss, ale te plany również wkrótce zostały porzucone. Inną rozważaną możliwością było zbudowanie zmodyfikowanych wagonów T2000 do użytku na linii Ring metra w Oslo. W tamtym okresie planowano, że linia Ring będzie współdzielić tory z główną linią Gjøvik w Grefsen, więc tabor metra w Oslo korzystający z tego odcinka musiałby być w stanie obsłużyć 15 kV 16,7 Hz AC. Jednak zamiast tego zbudowano równoległy odcinek linii metra w Grefsen.
Oslo Sporveier zdecydowało się na całkowicie nowy skład MX3000 firmy Siemens jako zamiennik pociągów T1000 zamiast T2000. Chociaż jego konstrukcja okazała się nieodpowiednia, początkowo nie planowano zastąpienia T2000 przez MX3000, ponieważ linia miała pozostać z siecią trakcyjną, a żaden z nowych pociągów MX3000 nie jest wyposażony w pantografy. Jednak po decyzji Oslo o organizacji Mistrzostw Świata FIS w Narciarstwie Klasycznym 2011, zdecydowano się zmodernizować linię Holmenkollen do pełnego standardu metra, umożliwiając pociągi dłuższe niż dwuczłonowe. Propozycja obniżenia standardu linii do standardu kolei lekkiej i uczynienia jej częścią Tramwajów w Oslo została odrzucona.

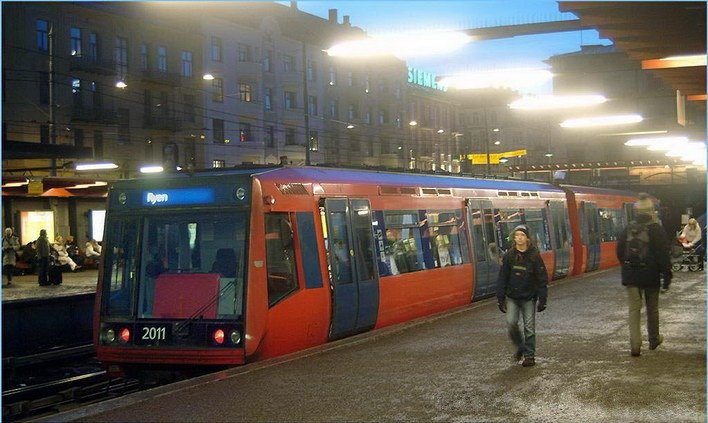
T2011 w Majorstuen

W 2009 roku wszystkie dwanaście jednostek T2000 zostało wycofanych z eksploatacji, jeszcze przed wycofaniem jeszcze starszej jednostki T1300. Kollektivtransportproduksjon, następca Oslo Sporveier, stwierdził, że pozyskiwanie części zamiennych staje się prawie niemożliwe, a mały rozmiar serii wymusza wysokie koszty utrzymania. Początkowe zamówienie na pociągi MX3000 nie było w stanie zastąpić pociągów T2000 ze względu na zbyt małą ilość zamówionych składów MX3000. Kollektivtransportproduksjon oszacował koszt renowacji jednostek, tak by mogły działać jeszcze przez piętnaście lat na 50 milionów NOK. Rada miejska zarekomendowała Kollektivtransportproduksjon zakup 15 nowych trójczłonowych pociągów MX3000 za 250 milionów NOK.
W 2010 r. Ruter zdecydował się na złomowanie wszystkich wagonów T2000 po zaledwie 16 latach eksploatacji, a dziesięć wagonów zostało sprzedanych za 100 000 NOK/sztuka. Kupcem była firma recyklingowa Hellik Teigen w Hokksund. Dwa pozostałe wagony zostały zachowane i wystawione w Muzeum Tramwajów w Oslo. Ruter stwierdził, że koszt ich utrzymania wyniesie 50 milionów NOK. Mimo to Ruter został w 2011 roku zmuszony przez właściciela Oslo Vognselskap do dalszego wynajmowania wagonów za 22 mln NOK rocznie, nawet pomimo braku ich w eksploatacji, a według Oslo Vognselskap powodem była umowa, która obowiązywała przez 30 lat.